# Yoshihito Ōmi
Yoshihito Ōmi (近江 克仁?, Ōmi Yoshihito; 6 novembre 1995) è un giocatore di football americano giapponese che milita nel ruolo di wide receiver per gli IBM Big Blue.
Ha giocato in Giappone con i Ritsumeikan Panthers e poi con gli IBM Big Blue, per poi passare alla squadra professionistica tedesca dei Leipzig Kings

## Palmarès
- Medaglia di bronzo al Campionato mondiale universitario di football americano 2016